# Ayweiher
Der Ayweiher, auch Aiweiher, ist ein Stillgewässer im Gebiet der baden-württembergischen Großen Kreisstadt Biberach an der Riß im Landkreis Biberach in Deutschland.

## Lage
Der rund vier Hektar große Ayweiher liegt westlich des Biberacher Stadtteils Stafflangen, etwa sieben Kilometer westlich der Biberacher Stadtmitte, auf einer Höhe von 587,4 m ü. NHN.
Er wurde im 15. oder 16. Jahrhundert als Mühlweiher der „Aimühle“ angelegt. Heute ist er in Privatbesitz und an einen Angelsportverein verpachtet.

## Hydrologie
Das Einzugsgebiet des Ayweihers erstreckt sich auf 617 Hektar. Die Größe der Wasseroberfläche beträgt 3,8 Hektar, bei einer durchschnittlichen Tiefe von 1,5 Meter und einer maximalen Tiefe von 3,0 Meter ergibt sich ein Volumen von rund 57.000 Kubikmeter.
Der Hauptzulauf des Sees erfolgt aus Südwesten und mehreren Entwässerungsgräben aus Westen, der Abfluss über das Wehr an der Nordspitze sowie eine Turbine in den Mühlbach und den Rotbach in die Riß und die Donau in das Schwarze Meer.

## Ökologie
Seit 2005 sind Biberach sowie Oggelshausen und Tiefenbach (nur Einzugsgebiet) mit dem Ayweiher am Aktionsprogramm zur Sanierung oberschwäbischer Seen beteiligt. Ein wichtiges Ziel dieses Programms ist, Nährstoffeinträge in Bäche, Seen und Weiher zu verringern und die Gewässer dadurch in ihrem Zustand zu verbessern und zu erhalten.
Das Einzugsgebiet des Sees wird zu 30 Prozent für die Wald- und 70 Prozent für die Landwirtschaft – davon 30 Prozent Grünland und 70 Prozent Ackerland – genutzt.
| Jahr                                     | 2005   | 2010   | 2015   | 2020   |
| Gesamt PO4-Phosphor (µg/l)               | 137,00 | 153,00 | 155,00 | 157,00 |
| Chlorophyll a (µg/l)                     | 52,00  | 52,00  |        |        |
| Chlorophyll a-Spitze (µg/l)              | 140,00 | 110,00 |        |        |
| anorganischer Gesamt-Stickstoff a (mg/l) | 3,27   | 2,08   |        |        |
| Sichttiefe (m)                           | 0,60   | 0,60   |        |        |
| Trophiestufe                             |        |        |        | p2     |

## Sonstiges
Der Ayweiher und das „Aymühle Fischerstüble mit Biergarten“ sind Station an der 2005 geschaffenen Mühlenstraße Oberschwaben.